# Adolphe Nibelle
Adolphe André Nibelle, né à Gien le 9 octobre 1825 et décédé à Paris le 17 mars 1895, est un compositeur français.
Il fut l'élève dans la classe d'harmonie d'Hippolyte-Raymond Colet au Conservatoire de Paris, et fut titulaire d'un premier prix en même temps qu'il fut reçu comme avocat.
Il fut ensuite l'élève d'Halévy pour la composition.

## Œuvres
- Jeanne d'Arc, cantate symphonique (1855)
- Le Loup Garou (1858)
- Les Filles du lac, opéra comique, livret d'Eugène Moreau et Alphonse Lambert
- L'Arche Marion, opérette en un acte, livret d'Albéric Second, 1868
- La Fontaine de Berny, opéra-comique en 1 acte, Livret d'Albéric Second, Paris, Théâtre de l'Opéra-Comique, 2 juin 1869
- L'Alibi (1872)
- Heures musicales
- Chant des Aïeux
- Spartacus
- Jean Sobiewski

## Sources
- Dictionnaire de la musique en France au XIXe siècle sous la direction de Joël-Marie Fauquet (Fayard)